# ホーエンツォレルン家勲章

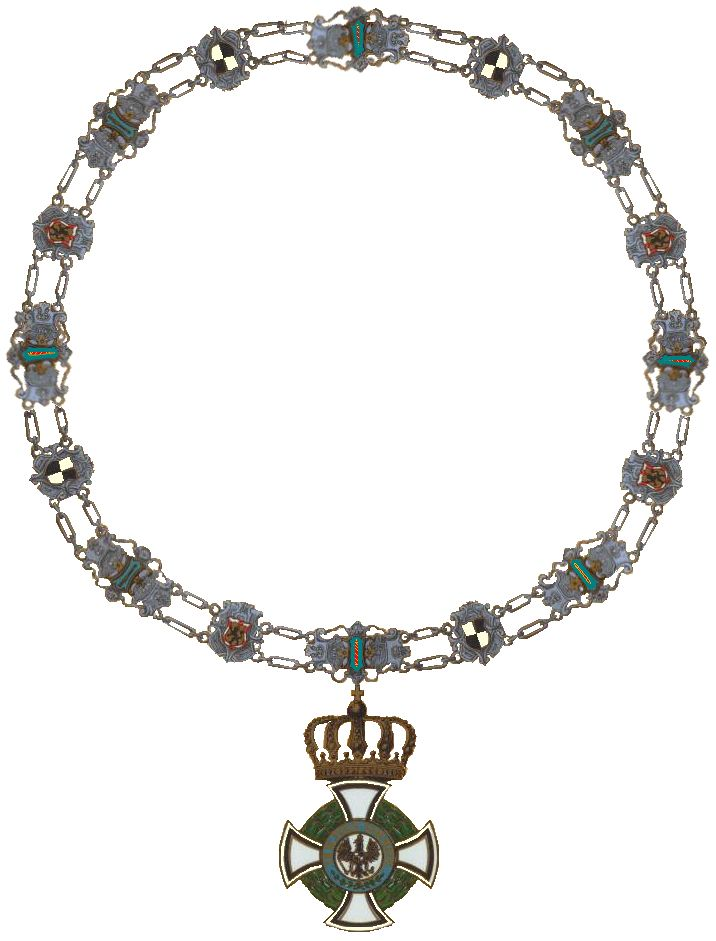
ホーエンツォレルン王家勲章大司令官章頚飾

ホーエンツォレルン家勲章（ホーエンツォレルンけくんしょう、Hausorden von Hohenzollern or Hohenzollernscher Hausorden）は、ホーエンツォレルン家の勲章。プロイセン王国やルーマニア王国の勲章だった。

## 歴史
ホーエンツォレルン＝ヘッヒンゲン侯国の皇太子だったコンスタンチンとホーエンツォレルン＝シグマリンゲン侯国の皇太子だったカール・アントンの布告によって1841年12月5日に制定された。この2つの侯国は1850年に傍系のホーエンツォレルン家の治めるプロイセン王国に併合されて、プロイセン王国の県となった。1851年8月23日にプロイセンのホーエンツォレルン家もこの勲章を改めてプロイセン・ホーエンツォレルン家の勲章として採用する。制定者であるコンスタンチンとカール・アントンは併合後にも叙勲を行うことを認められていたのでホーエンツォレルン家勲章は2つ存在した。すなわちプロイセンのホーエンツォレルン家が叙勲を行った「ホーエンツォレルン王家勲章」（Königlich Hausorden von Hohenzollern or Königlich Hohenzollernscher Hausorden）とホーエンツォレルン＝ヘッヒンゲンとホーエンツォレルン＝シグマリンゲンの両家が叙勲を行った「ホーエンツォレルン皇太子王家勲章」（Fürstlich Hausorden von Hohenzollern or Fürstlich Hohenzollernscher Hausorden）である。
第一次世界大戦末期のドイツ革命でドイツ皇帝・プロイセン国王ヴィルヘルム2世が廃位に追い込まれ、オランダへ亡命しており、この時にプロイセン王国の歴史は幕を閉じたが、彼は亡命後もドイツ国家の非公式ながらもホーエンツォレルン王家勲章の授与を続けていた。
一方ホーエンツォレルン＝シグマリンゲン侯国のカール・アントン侯の第二子はルーマニアの国王カロル1世となった。三代国王カロル2世の時代にホーエンツォレルン皇太子王家勲章がルーマニアの国家勲章となっている。この勲章は1947年のルーマニア王室の崩壊まで続いた。
現在も少数であるが発行をしている。

## 等級
「ホーエンツォレルン王家勲章」には以下の階位が存在した。大司令官章と司令官章には星付きと星無しがあった。
- 大司令官章 (Großkomtur)
- 司令官章 (Komtur)
- 騎士 (Ritter)
- メンバー (Inhaber)

「ホーエンツォレルン皇太子王家勲章」には以下の階位が存在した。
- 一級名誉十字章 (Ehrenkreuz 1. Klasse)
- 名誉司令官十字章 (Ehrenkomturkreuz)
- 二級名誉十字章 (Ehrenkreuz 2. Klasse)
- 三級名誉十字章 (Ehrenkreuz 3. Klasse)
- 功積十字金章 (goldenes Verdienstkreuz)
- 功積十字銀章 (silbernes Verdienstkreuz)
- 名誉メダル金章 (goldene Ehrenmedaille)
- 功積メダル銀章 (silberne Verdienstmedaille)